# Мария Магдалена фон Насау-Зиген
Мария Магдалена фон Насау-Зиген-Хилхенбах (на немски: Maria Magdalena von Nassau-Siegen-Hilchenbach) е графиня от Насау-Зиген-Хилхенбах и чрез женитба графиня на Валдек-Айзенберг (1640 – 1645).

## Биография
Родена е на 21 октомври 1622 година в Зиген, Насау-Зиген. Тя е най-голямата дъщеря на фелдмаршал граф Вилхелм фон Насау-Зиген-Хилхенбах (1592 – 1642) и съпругата му графиня Кристина фон Ербах (1596 – 1646), дъщеря на граф Георг III фон Ербах (1548 – 1605) и четвъртата му съпруга графиня Мария фон Барби-Мюлинген (1563 – 1619).
Мария Магдалена фон Насау-Зиген умира между 20 и 30 август 1647 година в Спа, провинция Лиеж, Белгия, на 23-годишна възраст. Погребана е в Корбах.

## Фамилия
Мария Магдалена фон Насау-Зиген се омъжва на 25 август 1639 г. в Кюлемборг, Гелдерланд, Нидерландия за граф Филип Дитрих (Теодор) фон Валдек-Айзенберг (* 2 ноември 1614, Аролзен; † 7 декември 1645, Корбах), син на граф Волрад IV фон Валдек-Айзенберг (1588 – 1640) и Анна фон Баден-Дурлах (1587 -1649). Те имат три деца:
- Амалия Катарина (1640 – 1699), омъжена на 26 декември 1664 г. в Аролзен за граф Георг Лудвиг I фон Ербах-Ербах (1643 – 1693)
- Хайнрих Волрад (1642 – 1664), граф на Валдек-Айзенберг, женен на 27 януари 1660 г. за графиня Юлиана Елизабет фон Валдек (1637 – 1707), дъщеря на граф Филип VII фон Валдек-Вилдунген и графиня Анна Катарина фон Сайн-Витгенщайн
- Флорент Вилхелм (1643 – 1643)